# Rosebud (Misuri)
Rosebud es una ciudad ubicada en el condado de Gasconade en el estado estadounidense de Misuri. En el Censo de 2010 tenía una población de 409 habitantes y una densidad poblacional de 180,48 personas por km².

## Geografía
Rosebud se encuentra ubicada en las coordenadas 38°23′5″N 91°24′11″O / 38.38472, -91.40306. Según la Oficina del Censo de los Estados Unidos, Rosebud tiene una superficie total de 2.27 km², de la cual 2.26 km² corresponden a tierra firme y (0.46%) 0.01 km² es agua.

## Demografía
Según el censo de 2010, había 409 personas residiendo en Rosebud. La densidad de población era de 180,48 hab./km². De los 409 habitantes, Rosebud estaba compuesto por el 97.07% blancos, el 0% eran afroamericanos, el 0.24% eran amerindios, el 0.98% eran asiáticos, el 0.24% eran isleños del Pacífico, el 0.49% eran de otras razas y el 0.98% pertenecían a dos o más razas. Del total de la población el 1.71% eran hispanos o latinos de cualquier raza.